# Chungjeongno (métro de Séoul)
Chungjeongno (en coréen : 충정로역) est une station de correspondance entre la ligne 2 et la ligne 5 du métro de Séoul. Elle est située 17, Seosomun-ro (L2) et 28-1, Chungjeong-ro (L5), dans l'arrondissement de Seodaemun-gu à Séoul en Corée du Sud.
Ouverte en 1984, et devenue station de correspondance en 1996, la station est desservie par les rames omnibus qui circulent sur la ligne 2 et sur la ligne 5.

## Situation sur le réseau

Plan du réseau (2023)

Établie en souterrain, la station de correspondance Chungjeongno est située : sur la ligne principale circulaire de la ligne 2 du métro de Séoul, elle est la dernière station avant la station référence Hôtel de Ville, rotation dans le sens des aiguilles d'une montre sur la section circulaire, et la station Ahyeon, en direction de Hôtel de Ville, rotation dans le sens inverse des aiguilles d'une montre sur la section circulaire ; elle est également située sur la ligne 5 du métro de Séoul, entre la station Aeogae, en direction du terminus ouest Banghwa, et la station Seodaemun, en direction du terminus est Hanam Geomdansan, ou Macheon, le terminus est de la branche Macheon.

## Histoire
La station Chungjeongno est ouverte le 22 mai 1984, lors de l'ouverture à l'exploitation de la première section de la ligne 2 du métro de Séoul.
Elle devient une station de correspondance le 30 décembre 1996, lors de l'ouverture à l'exploitation de la section de la ligne 5 passant par la station Chungjeongno.

## Services aux voyageurs

### Accès et accueil
Établie au 60 Sinchon-ro, Ahyeon-dong, la station dispose de trois accès, numérotés de 1 à 3. Des escaliers, escaliers mécaniques et ascenseurs permettent les circulations piétonnes entre les différents niveaux. Elle est notamment équipée d'automates pour l'achat de titres de transport. Les quais de la station sont équipés de portes palières.

### Desserte

#### Station ligne 2
Chungjeongno est desservie par les rames omnibus qui circulent sur la ligne 2.

Installations ligne 2
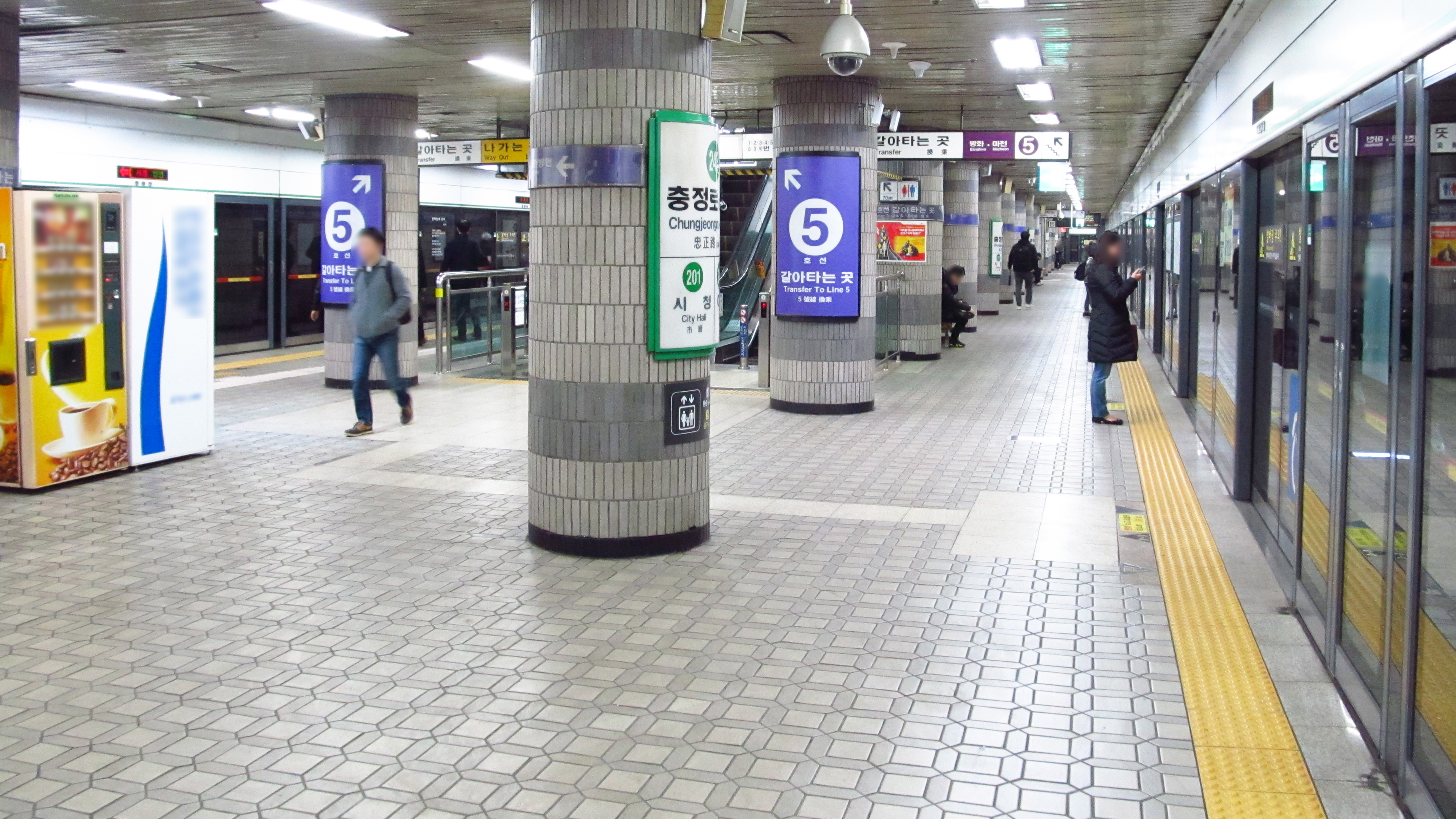
En 2018.
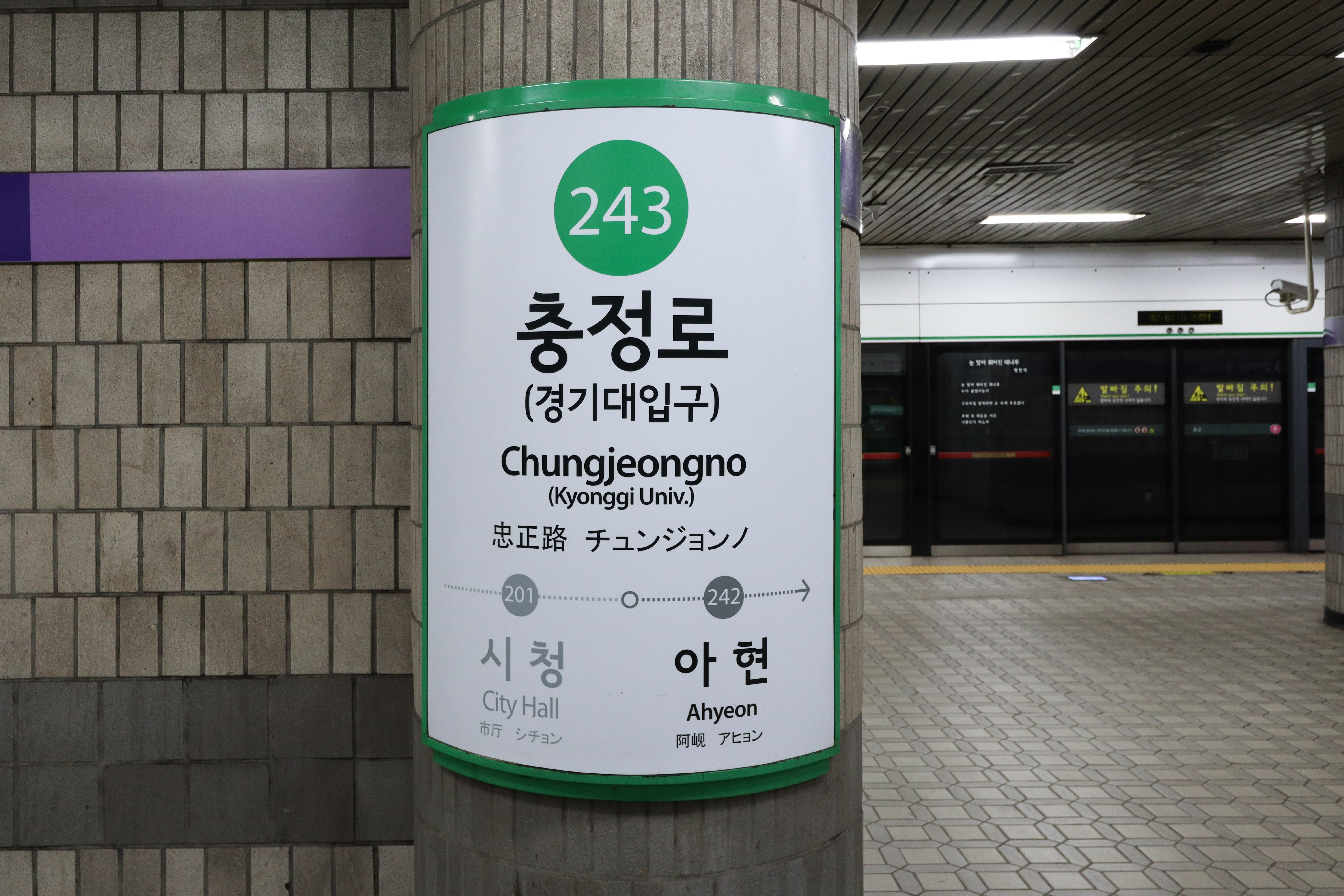
En 2023.
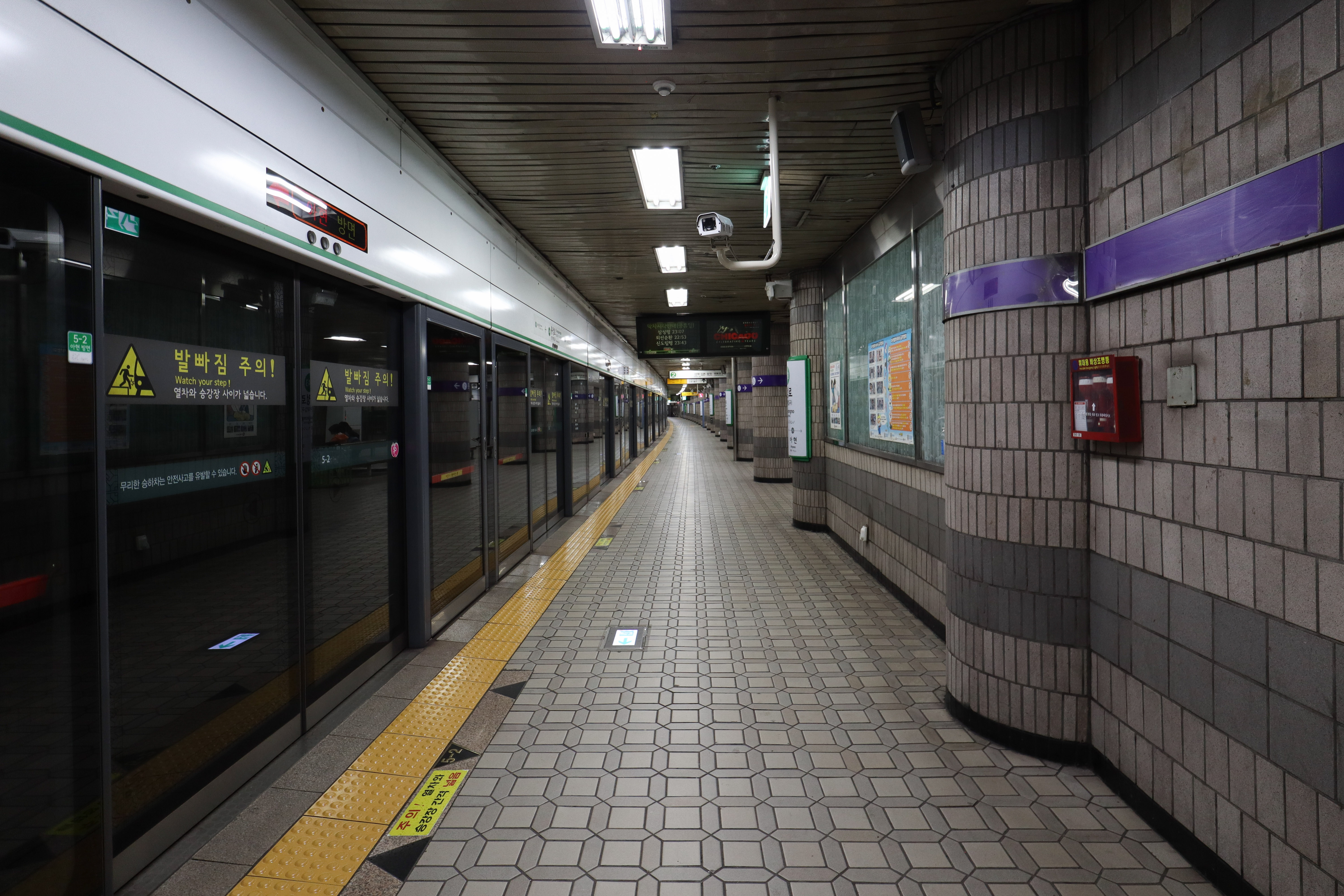
En 2023.

#### Station ligne 5
Chungjeongno est desservie par les rames omnibus qui circulent sur la ligne 5.

Installations ligne 5
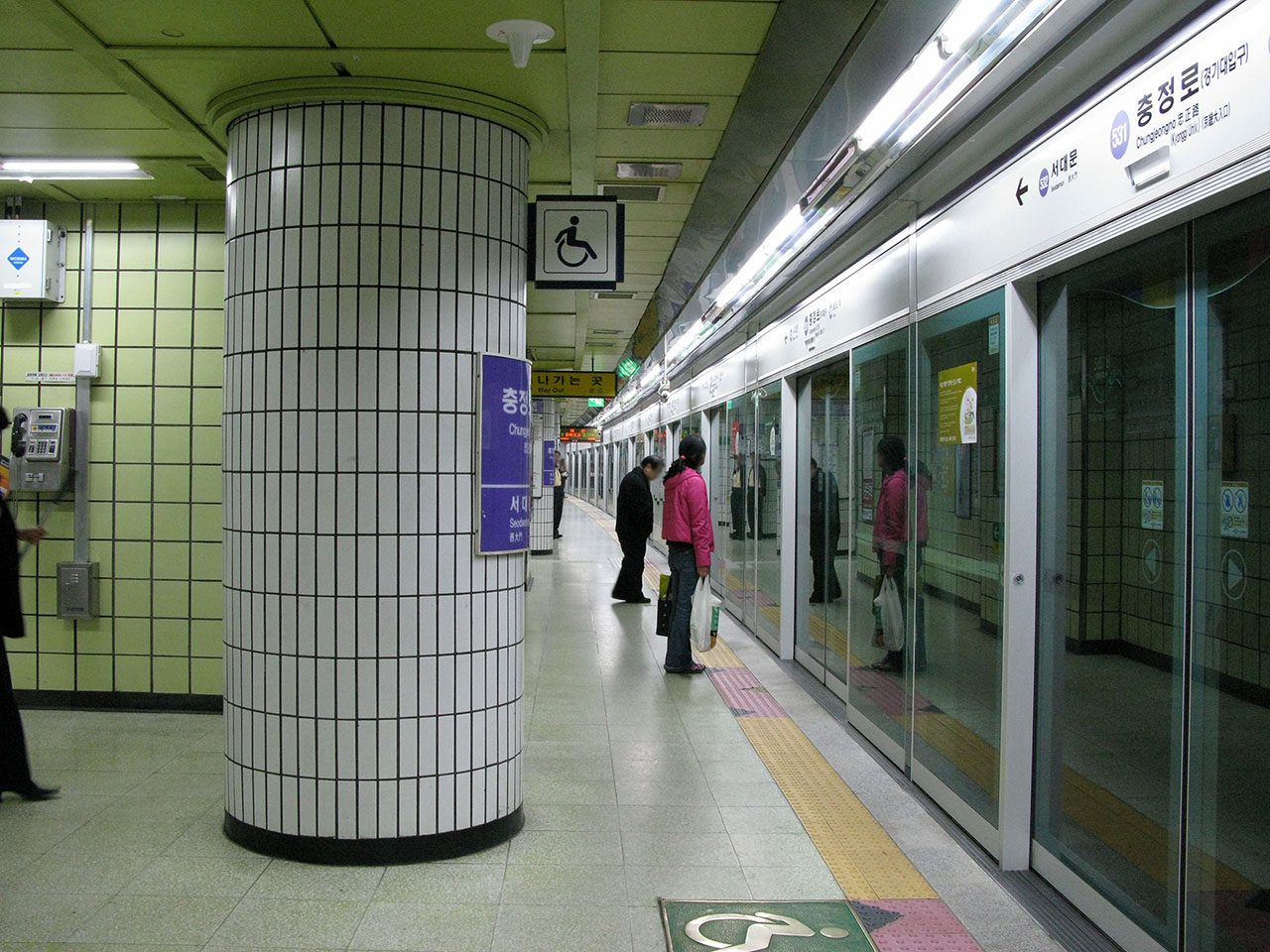
En 2009.
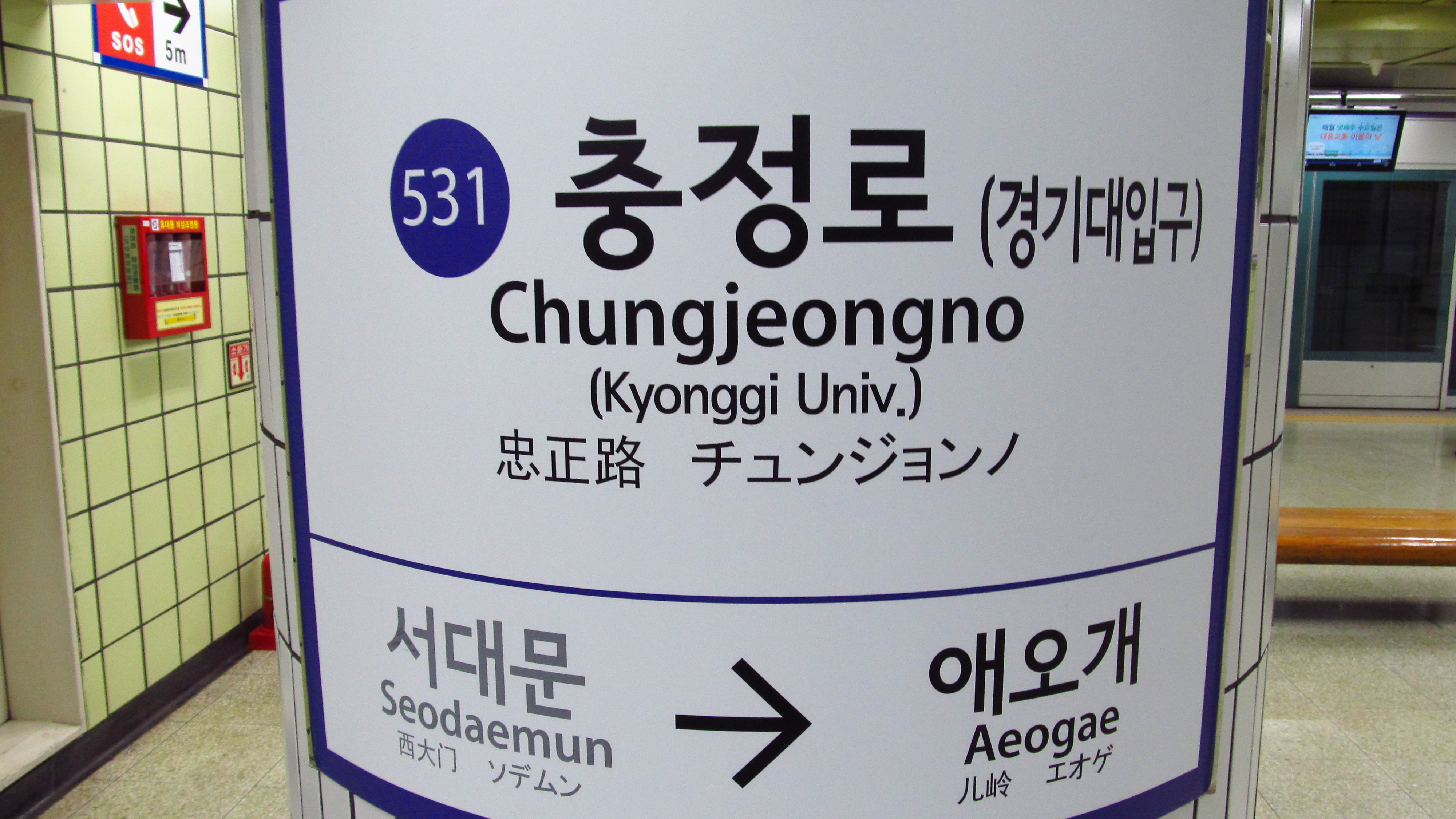
En 2018.
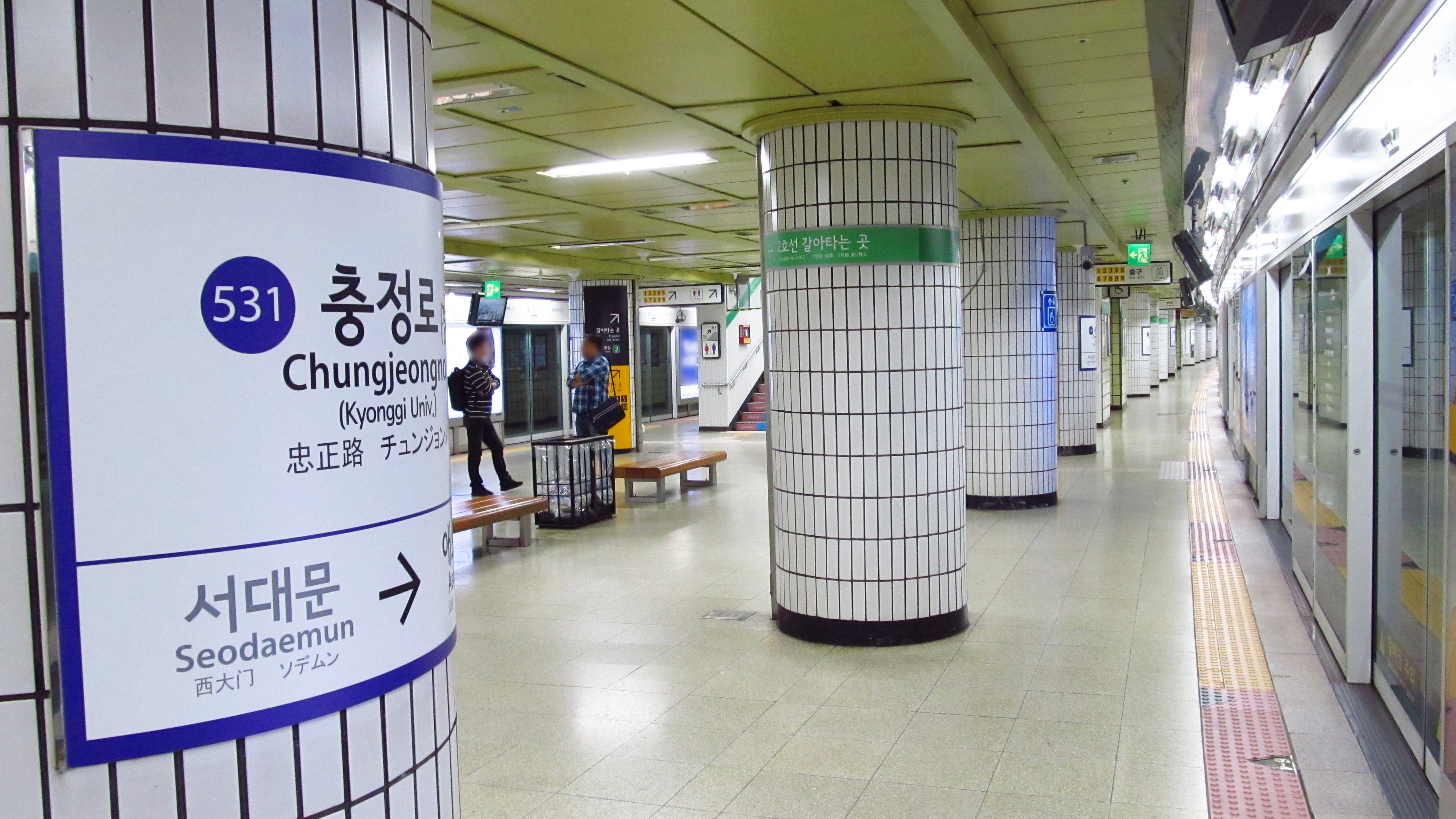
En 2018.

### Intermodalité
Des arrêts de bus urbains sont situés à proximité de certains accès.

## À proximité
Elle dessert notamment : le campus de Séoul de l'université Kyonggi et des administrations.